# Comandament del Front Domèstic (Israel)
El Comandament del Front Domèstic (hebreu: פיקוד העורף) (transliterat: Pikud HaOref) (en anglès: Home Front Command) es un comandament regional de les Forces de Defensa d'Israel, que va ser creat en el mes de febrer de 1992 després de la primera Guerra del Golf. Fins l'establiment del comandament, la responsabilitat del Front Domèstic depenia dels centres de comandament regional de la Protecció civil. Tanmateix, després de la primera Guerra del Golf, en la que els centres de població israelians es van veure amenaçats, els comandaments regionals van ser unificats, i es va crear, el Comandament del Front Domèstic. Aquesta unitat s'encarrega de les tasques de recerca i rescat, i actua principalment en temps de guerra o en desastres naturals. Actualment el seu comandant és el General Uri Gordin.

## Bahad 16
Bahad 16 (en hebreu: בה"ד 16) és el nom de la unitat de recerca i rescat (en anglès: Search and rescue), que pertany al comandament del front domèstic de les FDI. La base d'entrenament i operacions es troba en la localitat de Tzrifin. La unitat funciona durant els desastres naturals i les catàstrofes, tant en el seu país com a l'estranger. Bahad 16 es va crear en el mes de febrer de l'any 1992 després de la Guerra del Golf. La unitat de reçerca i rescat de les FDI serveix i està preparada per fer front als desastres naturals com ara terratrèmols i les inundacions, desastres civils, i com a resposta als atacs militars o paramilitars, i els atacs amb coets Qassam.